# Hans von Wolzogen (författare)
Hans Paul von Wolzogen, född den 13 november 1848 i Potsdam, död den 2 juni 1938 i Bayreuth, var en tysk friherre och skriftställare. Han var dotterson till Karl Friedrich Schinkel, son till Alfred von Wolzogen och halvbror till Ernst von Wolzogen. 
von Wolzogen blev, i strid mot faderns förkärlek för den klassiska musiken, en övertygad anhängare av Wagner efter att 1868–1871 ha studerat språkforskning och mytologi i Berlin. År 1877 drog Wagner honom till Bayreuth som redaktör för "Bayreuther Blätter" och medledare av wagnerföreningen. Hans skrifter består också, förutom bearbetningar av Eddan, Beowulf och Hartmann von Aues Der arme Heinrich, huvudsakligen i wagneristiska arbeten: Der Nibelungen-mythus in Sage und Litteratur (1876), Thematischer Leitfaden, såväl till Nibelungendramerna som till Tristan och Parsifal, Die Tragödie in Bayreuth und ihr Satyrspiel (1876; 5:e upplagan 1881), Die Sprache in Wagners Dichtungen (1878; 3:e upplagan 1889), en översättning av Schurés "Drame musical" (samma år), Die Religion des Mitleidens (1883), Richard Wagners Heldengestalten (1886), Wagneriana (1888) med mera. I hans Poetische Lautsymbolik (1876; 3:e upplagan 1897) torde den symboliseringsvurm som utmärker wagnerismen ha nått sin höjdpunkt. Senare tillkom uppsatserna Aus deutscher Welt (1912), tidsdikterna Vom Kriege zum Frieden! (1915) och uppsatserna Im deutschen Frieden (1918).